# Jiří Pomeje
Jiří Pomeje (13. prosince 1964 České Budějovice – 26. února 2019 Nová Ves pod Pleší) byl český herec, tanečník a filmový producent.

## Profesní život
Narodil se 13. prosince 1964 v Českých Budějovicích rodičům Jiřímu (vzděláním inženýr) a Jaroslavě (povoláním porodní asistentka, pracovala také ve školce). Absolvoval gymnázium v Českých Budějovicích. Tanci se věnoval 12 let, z toho 10 let závodně. Účinkoval také v baletu českobudějovického divadla, kde nastudoval představení Borise Asafjeva Bachčisarajská fontána (dvojrole Poláka a Tatara).
Přihlásil se na DAMU. Přijímacím řízením prošel úspěšně, ale nebyl přijat z důvodu vyloučení jeho otce z komunistické strany (nesouhlasil se vstupem vojsk v srpnu 1968). Nicméně získal angažmá jako herec-elév v Severomoravském divadle Šumperk. O rok později byl na herectví přijat a v roce 1988 DAMU absolvoval.
Jako filmový herec se uplatnil hlavně v různých akčních a romantických rolích, často v pohádkách, komediích nebo seriálech. Asi největšího úspěchu a uznání dosáhl v dabingu, kde se stal vyhledávaným hlasem zejména pro drsné akční hrdiny jako Jean-Claude van Damme, Sylvester Stallone nebo Arnold Schwarzenegger.
Roku 1992 založil společnost Fronda film. Producentsky často spolupracoval např. se Zdeňkem Troškou, podílel se na filmech Princezna ze mlejna (1994), Z pekla štěstí (1999) či Andělská tvář (2002). Výroba posledně jmenovaného filmu, kde hlavní roli hrála jeho tehdejší manželka Michaela Kuklová, mu způsobila značné problémy – v době příprav mu bylo odmítnuto spolufinancování filmu ze strany FV Plast, Pomeje se přesto rozhodl film natočit za cenu půjčky, již však nebyl schopen splácet, neboť film (ačkoliv získal Českého lva za kameru a kostýmy) propadl u kritiky i u diváků a tržby zůstaly daleko za očekáváním. Jiří Pomeje v důsledku jako producent zkrachoval, byla na něj uvalena exekuce a začal mít problémy i s alkoholem. Soudy se táhly deset let, až celý případ uzavřela amnestie, již počátkem roku 2013 vyhlásil prezident Václav Klaus.
V roce 2007 se podílel na přípravě výstavy Gottlandu. Často se objevoval v bulvárních médiích. Od března 2012 moderoval VIP zprávy na Primě, odkud musel odejít poté, co si v únoru 2013 stěžoval na „ženskou mafii“ na Primě. Nahradila ho Mahulena Bočanová.

## Rodinný život

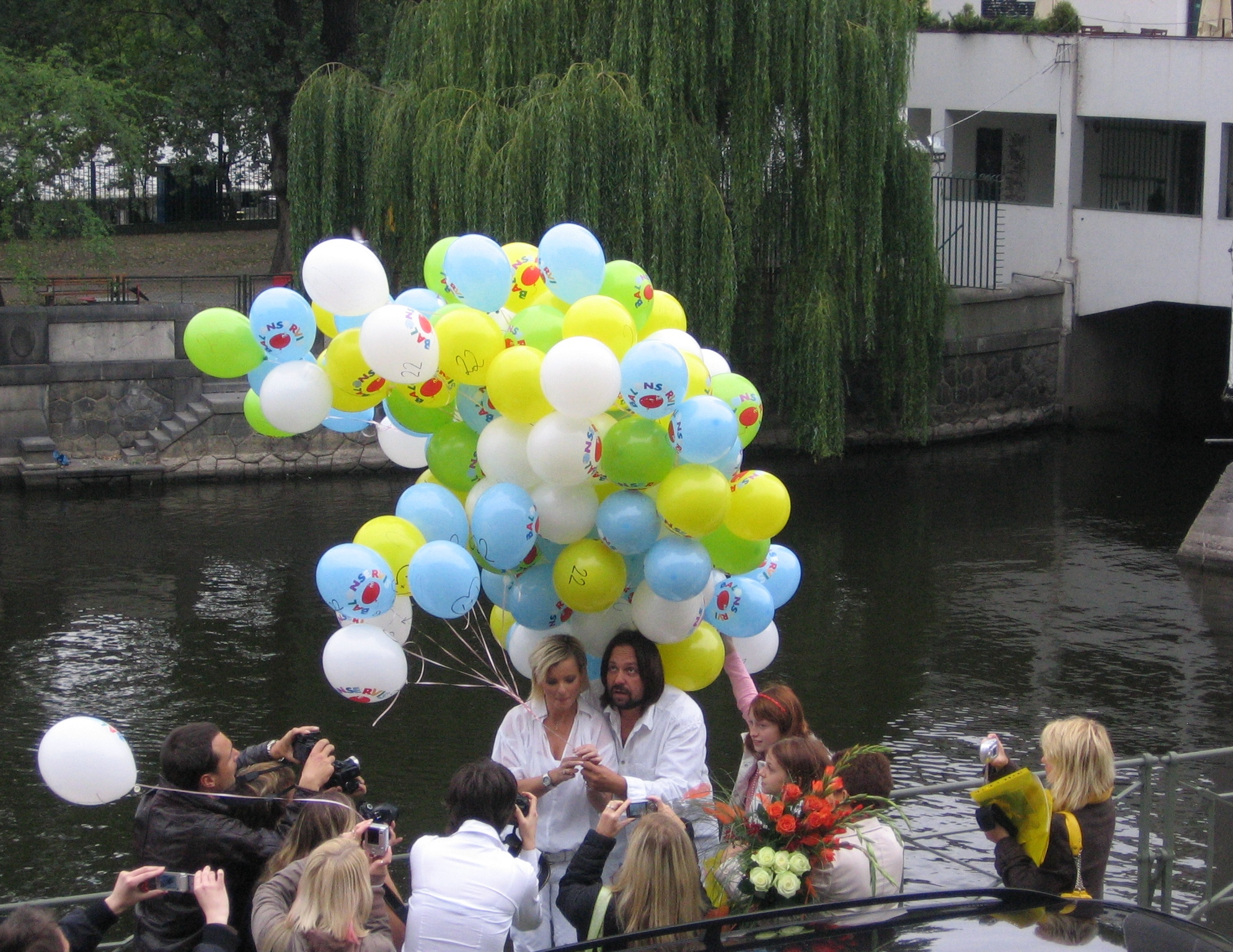
S Ivetou Bartošovou (2008, Mánes, Praha)

Roku 1994 se oženil s herečkou Michaelou Kuklovou, s níž se rozvedl po třinácti letech manželství v roce 2007. Následujícího roku 2008 se oženil se zpěvačkou Ivetou Bartošovou; i toto manželství se však rozpadlo, a to již koncem roku 2009, kdy žádost o rozvod podala sama Bartošová. Ani z jednoho manželství se nenarodily žádné děti.
V lednu roku 2013 se na dovolené v Thajsku oženil se svou přítelkyní Andreou Šťastnou; svatba se konala v buddhistickém chrámu. V září 2013 se jim narodila dcera Anna Pomeje.

## Nemoc a smrt
Od roku 2017 Jiří Pomeje bojoval s rakovinou hrtanu, která později metastazovala do kostí a následně do celého těla. Nemoc ho postupně připravila o hlas a o zrak.
Dne 26. února 2019 zemřel v Nemocnici Na Pleši v obci Nová Ves pod Pleší. Pohřben byl 7. března v rodných Českých Budějovicích.

## Filmové role
- Kameňák 2 (2004) – praktikáč
- Andělská tvář (2002) – Filip
- Začátek světa (2000) – taxikář
- Zvonící meče (2000) - Hugo
- Hanele (1998) – poručík
- O perlové panně (1997) – vůdce lapků
- Zkřížené meče (1997) - Hugo
- O třech rytířích, krásné paní a lněné kytli (1996) – První rytíř
- Hospoda (1996) (TV sitcom) – fotbalový fanoušek
- Playgirls 2 (1994) – Tom Rodr
- Playgirls 1 (1994) – Tom Rodr
- Nahota na prodej (1993) – pobočník
- Zírej, holube! (1991) (TV)
- Tichá bolest (1990) – Holoubek
- Muka obraznosti (1989) – Marek Paar
- Jestřábí moudrost (1989) – Martin
- Čekání na Patrika (1988) – Honza
- Dotyky (1988) – Ivan
- Vlastně se nic nestalo (1988) – Merhaut
- Pravidla kruhu (1987) – role neurčena

## Dabing
- Nájemní zabijáci (2011) (USA) - Vincent Brazil (Jean-Claude Van Damme)
- Teror ve vlaku (2002) (USA) – Jacques Kristoff (Jean-Claude Van Damme)
- Krok za krokem [ČT dabing][8] (1998) (USA) – Moose (Donald Gibb)
- Terminátor [FTV dabing][9] (1995) – Terminátor T-800 (Arnold Schwarzenegger)
- Blbý a blbější [ČT dabing][10] (1994) (USA) – Harold (Jeff Daniels)
- Pistolníci (1994) (USA) – Cole (Mario Van Peebles)
- Ve stínu gangu (1992) (USA) – Dan Saxon (Charlie Sheen)
- Tango a Cash [dabing VHS] (1992) (USA) – (Ray Tango) (Sylvester Stallone)
- Šogun Mayeda (1991) (USA) – Mayeda (Sho Kosugi)
- Dvojitý zásah (1991) (USA) – Chad / Alex (Jean-Claude Van Damme)
- Lví srdce (1990) (USA) – Lyon Gautier (Jean-Claude Van Damme)
- Kickboxer (1989) (USA) – Kurt Sloane (Jean-Claude Van Damme)
- Dětská hra [dabing VHS] (1988) (USA) – Charles Lee Ray / Chucky (Brad Dourif)
- Krvavý sport (1988) (USA) - Frank Dux (Jean-Claude Van Damme)

## Produkce
- Kameňák (2003)
- Andělská tvář (2002)
- Z pekla štěstí 2 (2001)
- Početí mého mladšího bratra (1999)
- Zdravý nemocný Vlastimilený Brodský (1999)
- Z pekla štěstí (1999) – Fronda Film

## Producent
- Kameňák 3 (2005)
- Kameňák 2 (2004)

## Choreografie
- Čekání na Patrika (1988)